# Большое сжатие

Большое сжатие

В космологии, Большое сжатие (англ. Big Crunch, также употребляется термин «Большой хлопо́к») — один из гипотетических сценариев будущего Вселенной, в котором расширение Вселенной со временем меняется на сжатие, и Вселенная коллапсирует, в конце концов схлопываясь в сингулярность. Сценарий считается отвергнутым: например, наблюдения вспышек далёких сверхновых звёзд указывают на ускоренное расширение Вселенной и исключают будущий переход от расширения к сжатию.

## Обзор

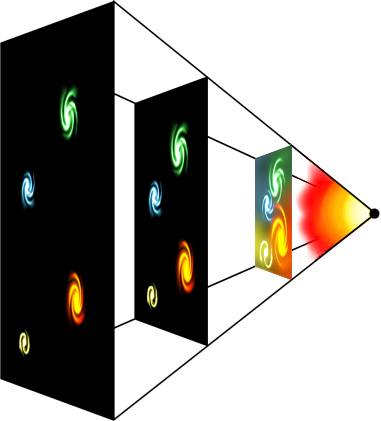
Уменьшение Вселенной при большом сжатии

Если Вселенная конечна в пространстве, и скорость расширения не превышает скорость убегания, то совместное гравитационное притяжение всей её материи в конце концов остановит расширение Вселенной и заставит её сжиматься. Вследствие возрастания энтропии картина сжатия будет сильно отличаться от обращённого во времени расширения. В то время как ранняя Вселенная была очень однородной, сжимающаяся Вселенная будет разбиваться на отдельные изолированные группы. В конце концов, вся материя коллапсирует в чёрные дыры, которые затем будут срастаться, создавая в результате единую чёрную дыру — сингулярность Большого сжатия.
Постоянная Хаббла определяет текущее состояние расширения Вселенной, сила гравитации зависит от плотности и давления материи во Вселенной, а их соотношение задаётся критической плотностью Вселенной. Если плотность Вселенной больше критической, то гравитационные силы остановят расширение Вселенной, и она начнёт сжиматься. Если же плотность Вселенной меньше критической, Вселенная будет продолжать расширяться, и сил гравитации будет недостаточно, чтобы остановить это расширение. Этот сценарий развития приведёт к результату, известному как «Большое замерзание», когда Вселенная остывает по мере расширения и достигает состояния энтропии. Некоторые теории говорят, что Вселенная может сжаться до состояния, с которого она началась, а затем произойдёт новый Большой Взрыв, и такие циклы сжатия-расширения будут продолжаться вечно, насколько понятие «вечно» вообще применимо за пределами пространственно-временного континуума.

### Опровержение

Сценарии дальнейшего развития Вселенной в зависимости от космологических параметров: плотности материи и космологической постоянной. Практически горизонтальная прямая разделяет бесконечное расширение (выше) и Большое сжатие (ниже). Разноцветные закрашенные области обозначают ограничения на параметры, задаваемые различными наблюдательными данными: реальная величина параметров должна находиться на их пересечении или поблизости, так что наблюдения исключают возможность Большого сжатия.

Различные наблюдательные данные, например, наблюдение дальних сверхновых как объектов стандартной светимости (подробнее см. Шкала расстояний в астрономии), а также тщательное изучение реликтового излучения приводят к выводу, что плотность тёмной энергии во Вселенной слишком велика, а плотность материи мала, чтобы расширение Вселенной в какой-то момент сменилось сжатием — наоборот, расширение Вселенной происходит с ускорением. Таким образом, сценарий Большого сжатия считается исключённым.

## В искусстве
Процесс Большого сжатия стал причиной упадка цивилизации в серии французских фантастических романов Зеба Шилликота.